# Stadtbücherei Regensburg
Die Stadtbücherei Regensburg ist eine kommunale Bücherei der Stadt Regensburg mit Schwerpunkt Bildungs-, Informations- und Kulturauftrag. Der Bestand umfasst zusammen mit den Außenstellen ca. 280.000 Medien (Stand 2015).

## Geschichte
Die heutige Bücherei wurde 1904 vom Liberalen Verein der Stadt Regensburg und Umgebung als Volksbibliothek gegründet. 1919 wurde sie an die Fortbildungsschule angegliedert. Nach dem Zweiten Weltkrieg wurde sie in der Alten Wache am Neupfarrplatz eingerichtet. In den Jahren 1951 und 1954 wurden Außenstellen eröffnet. Nach einigen weitern Umzügen in den Folgejahren befindet sie sich am heutigen Ort, im Thon-Dittmer-Palais, zusammen mit dem Deutsch-Amerikanischen Institut und wurde in Deutsche Volksbücherei umbenannt. Im März 1963 erklärt sich Regensburg bereit, für den Unterhalt der Bücherei vollumfänglich aufzukommen. Daher wurde sie in Stadtbücherei umbenannt. In den folgenden Jahren wurden nach und nach weitere Außenstellen eröffnet.

## Stadtteilbüchereien
Die Stadtbücherei hat folgende Außenstellen im Bereich der Stadt Regensburg:
- Stadtteilbücherei Nord, (Hans-Hayder-Straße 2)
- Stadtteilbücherei Ost, (Alfons-Auer-Straße 18)
- Stadtteilbücherei Süd, (Dr.-Gessler-Straße 47)
- Stadtteilbücherei Burgweinting, (Friedrich-Viehbacher-Allee 3)
- Stadtteilbücherei Candis, (Kastenmaierstraße 2)